# Adamski
Adam Paul Tinley, művésznevén Adamski (Lymington, Egyesült Királyság, 1967. december 4. –) angol lemezlovas, zenész, énekes és producer. Az acid house "úttörője". Tevékenykedik még Adam Sky és Sonny Eriksson művésznevek alatt is. Legismertebb slágere a Killer, melyet Seal közreműködésével készített el.

## Karrierje

### A kezdetek (1978-1989)
Tinley Lymingtonban, Hampshireben született. Fiatal korában a punk és rock zene inspirálta, és meg is alapította első zenekarát 11 évesen a The Stupid Babies-t. A csapatban 5 éves testvére Dominic énekelt, bár nem volt egyszerű őt meggyőzni erről. Az első demo kazettát a The Human League menedzserének Bob Lastnak juttatta el aki a Fast Records kiadó indie labelje alatt tevékenykedett.
"Mindenki úgy gondolta, hogy ez egy nagyon korai dolog egy 11 éves gyerek életében, hogy megjelenik a piacon, és amikor a BBC Radio 1 DJ-je, John Peel, elkezdte játszani a Babysitters című dalt, a banda okozott egy kis felfordulást, és pozitívan írt rólunk a Smash Hits és a Melody Maker újság." – emlékezett Adamski.
Ebben az időben fellépett testvérével Mark Tinleyvel, és Johnny Slut csapatával a The Specimen zenekarral, mint Diskord Datkord. Egyetlen kislemezük 1988-ban jelent meg.
1989 márciusában Adamski első önálló koncertet adott a Kentish Townban lévő Le Petit Prince nevű étteremben, amit Phil Smith menedzser vezetett. Lenny D. a Heaven Club promotere meggyőzte Adamskit, hogy egy live act koncertet adjon. Néhány hét múlva Adamski 8000 ember előtt játszott a Santa Pod nevű pályán. Ezt követően leszerződött az MCA lemezkiadóhoz és megjelent a Liveandirect című albuma.
Adamski ezt követően gyakran játszotta különböző fesztiválokon dalai rövidített változatát, úgy mint az NRG, vagy az I Dream of You dalokat, mely egy 4 dalt tartalmazó kislemezen jelent meg a Record Mirror című lap mellékleteként 1989-ben.

### Doctor Adamski's Musical Pharmacy és a Killer
A Sunrise Fesztiválon az akkor még ismeretlen Seal egy demokazettát adott MC Daddy Chesternek, aki Adamski lakótársa volt. Miután hallotta Seal hangját, felajánlotta neki a közös munkát, így született meg később a Killer című dal, mely 1990 májusában No.1 helyezést ért el az Egyesült Királyságban, de Európa szerte sláger lett, valamint az Egyesült Államokban is slágerlistás helyezést ért el. A dal helyet kapott a Doctor Adamski Musical Pharmacy című stúdióalbumon a The Space Jungle és Flashback Jack dalokkal együtt.
Adamski számos klubban fellépett hordozható szintetizátorával, ami előtt egy brit rendszámtábla volt ADAMSKI felirattal. Az élő fellépéseken MC Daddy Chesterrel és később Seallel is fellépett. Adamski élőben játszott az Ibizai Amnesia szórakozóhelyen 1989-ben, Ricardo Da Forcenál aki később csatlakozott a The KLF nevű csapathoz. Adamski továbbra is játszott ezen a helyen, az októberi záróbulit is beleértve.

### Naughty - a harmadik album
Adamski harmadik albuma a Naughty számos klubzenét és acid house stílusú dalt tartalmazott, köztük a német punkénekesnő Nina Hagennal közös Get Your Body című dalt. A lemezborítón Adamski kopaszon egy esernyőt ölel magához.

### Adamski's Thing (1998)
A következő album 1998 végén jelent meg a Trevor Horn ZTT Records kiadó által, és az Adamski's Thing címet kapta. Az album stílusa a korábbi Naughty zenei stílusát követte, ahol már gitárokkal, húros hangszerekkel, nyers énekkel, és introspektív dalszövegekkel spékelték meg az albumot. Az albumról két kislemez jelent meg az Intravenous Venus és a One of the People című dalok. Adamski a gyakori olaszországi promóciós turnék alatt beleszeretett az országba, és a 90-es évek végén Bolognaba költözött, ahol Adam Sky néven tevékenykedik.

### 2007–2018
2007-ben producerként tevékenykedett Danny Williamsszel közösen, és  megjelentették az 1979-es The Pop Group nevű csapat We Are All Prostitutes című dal újrakevert változatát, mely számos válogatás lemezen szerepelt. Williams 2006-os ApeX című kislemeze a Kitsune Music labelje alatt jelent meg, majd 2009-re egyre több anyagot jelentetett meg a Shir Khan labelje alatt.
2012 májusában megjelent az I Like It című disco sláger, majd megjelent a Pawa 2 Da PPL című kislemez is.
A 2013–2014-es év végén megjelent az It's Man's Man's Whirled / Happy Ness  című album, mely a Fleas On Skis égisze alatt jött ki. majd 2015-ben egy 20 számos album a Revoit, melyen olyan művészek közreműködtek, mint Lee "Scratch" Perry, David McAlmont, Congo Natty, Asia Argento, Bishi, Betty Adewole és Rowdy SS.
Tinley legújabb projektje, hogy Sonny Eriksson néven tevékenykedik egy hordozható számítógéppel és egy gretsch gitárral. Stílusa hipnotikus, a rockabilly és psychobilly elemekkel, robotikus hangokkal tűzdelve. Első albuma 2017-ben jelent meg, majd ezt követte egy EP a The Spirit of Sonny Eriksson című, mely 2018 októberében jelent meg.

## Diszkográfia

### Albumok
- Liveandirect (1989) – UK No. 47
- Doctor Adamski's Musical Pharmacy (1990) – UK No. 8[9]
- Naughty (1992)
- Adamski's Thing (1998)
- Killer – The Best of Adamski (1999)
- Mutant Pop (1999)
- This is 3-Step EP (2014)
- Revolt (2015)
- The Sound of Sonny Eriksson (2017)
- The Spirit of Sonny Eriksson EP (2018)

### Kislemezek
| Év                                                                    | Dal                                                                  | Legjobb helyezések | Legjobb helyezések | Legjobb helyezések | Legjobb helyezések | Legjobb helyezések | Legjobb helyezések | Legjobb helyezések | Legjobb helyezések | Legjobb helyezések | Legjobb helyezések | Album                                   |
| Év                                                                    | Dal                                                                  | UK                 | IRE                | NED                | BEL (FLA)          | GER                | AUT                | SWI                | ITA                | SWE                | NZ                 | Album                                   |
| --------------------------------------------------------------------- | -------------------------------------------------------------------- | ------------------ | ------------------ | ------------------ | ------------------ | ------------------ | ------------------ | ------------------ | ------------------ | ------------------ | ------------------ | --------------------------------------- |
| 1990                                                                  | "N-R-G"                                                              | 12                 | –                  | –                  | –                  | –                  | –                  | –                  | –                  | –                  | —                  | Doctor Adamski's Musical Pharmacy       |
| 1990                                                                  | "Killer" (featuring Seal)                                            | 1                  | 5                  | 2                  | 1                  | 2                  | 11                 | 15                 | –                  | 5                  | 29                 | Doctor Adamski's Musical Pharmacy       |
| 1990                                                                  | "The Space Jungle"                                                   | 7                  | 13                 | 20                 | 24                 | –                  | –                  | 25                 | –                  | –                  | 21                 | Doctor Adamski's Musical Pharmacy       |
| 1990                                                                  | "Flashback Jack"                                                     | 46                 | –                  | –                  | –                  | –                  | –                  | –                  | –                  | –                  | —                  | Doctor Adamski's Musical Pharmacy       |
| 1991                                                                  | "Never Goin' Down! / Born to Be Alive!" (featuring Jimi Polo / Soho) | 51                 | –                  | –                  | –                  | –                  | –                  | –                  | –                  | –                  | —                  | Naughty                                 |
| 1992                                                                  | "Get Your Bodey" (featuring Nina Hagen)                              | 68                 | –                  | –                  | –                  | –                  | –                  | –                  | –                  | –                  | —                  | Naughty                                 |
| 1992                                                                  | "Back To Front"                                                      | 63                 | –                  | –                  | –                  | –                  | –                  | –                  | –                  | –                  | —                  | Naughty                                 |
| 1993                                                                  | "Sleeping with an Angel" (with Transformer 2)                        | –                  | –                  | –                  | –                  | –                  | –                  | –                  | –                  | –                  | —                  | csak kislemezen                         |
| 1993                                                                  | "Bastardo" (with Pizarro)                                            | –                  | –                  | –                  | –                  | –                  | –                  | –                  | –                  | –                  | —                  | csak kislemezen                         |
| 1998                                                                  | "One of the People"                                                  | 56                 | –                  | –                  | –                  | –                  | –                  | –                  | –                  | –                  | —                  | Adamski's Thing (as "Adamski's Thing")  |
| 1998                                                                  | "Intravenous Venus"                                                  | 165                | –                  | –                  | –                  | –                  | –                  | –                  | –                  | –                  | —                  | Adamski's Thing (as "Adamski's Thing")  |
| 1999                                                                  | "In The City"                                                        | –                  | –                  | –                  | –                  | –                  | –                  | –                  | 24                 | –                  | —                  | Mutant Pop (as "Adamski Products Inc.") |
| 2000                                                                  | "Take Me Away"                                                       | –                  | –                  | –                  | –                  | –                  | –                  | –                  | –                  | –                  | —                  | Mutant Pop (as "Adamski Products Inc.") |
| 2002                                                                  | "Already Out There"                                                  | –                  | –                  | –                  | –                  | –                  | –                  | –                  | –                  | –                  | —                  | csak kislemezen                         |
| 2012                                                                  | "I Like It"                                                          | –                  | –                  | –                  | –                  | –                  | –                  | –                  | –                  | –                  | —                  | csak kislemezen                         |
| 2012                                                                  | "Pawa 2 Da PPL" (with Gaudi)                                         | –                  | –                  | –                  | –                  | –                  | –                  | –                  | –                  | –                  | —                  |                                         |
| 2015                                                                  | "Dazed 'n' Confused" (feat. Betty Adewole)                           | -                  | -                  | -                  | -                  | -                  | -                  | -                  | -                  | -                  | -                  | Revolt                                  |
| "—" nem volt slágerlistás helyezés, vagy nem jelent meg az országban. |                                                                      |                    |                    |                    |                    |                    |                    |                    |                    |                    |                    |                                         |